# Аллчин, Раймонд
Фрэнк Раймонд Аллчин (англ. Frank Raymond Allchin; 9 июля 1923, Лондон — 4 июня 2010, Кембридж) — британский археолог, историк и культуролог, специалист по Южной Азии и в особенности Индии. Доктор философии, преподаватель Кембриджа (1959—1989, эмерит). Член Британской академии (1981).
Родился в Харроу, Лондон. Образование получил в Вестминстерской школе, после чего в 1940—1943 годах учился архитектуре в Политехникуме Риджент Стрит. С 1944 года — на военной службе в войсках связи Британской армии, был направлен в Индию, где его интерес к археологии пробудили величественные памятники Санчи. В 1945 году был отправлен в Сингапур. После демобилизации в 1947 году вернулся в Англию. В 1950 году поступил на факультет востоковедения (ныне Школа востоковедения и африканистики) Лондонского университета, где получил степени бакалавра (1951) и доктора философии (1954).
В 1954—1959 годах — лектор ШИВА.
В 1959—1989 годах — преподаватель Кембриджа, затем эмерит, с 1963 года — член его колледжа Черчилля.
Автор многих работ.
Почётный доктор индийского Деканского колледжа (2007).
Супруга (с 1951 года): Бриджит Аллчин (род. 1927), также его соавтор. Дочь и сын.